# 천 개의 비밀 어메이징 스토리
《천 개의 비밀 어메이징 스토리》는 채널A에서 2013년 2월 25일부터 2016년 12월 20일까지 방송했던 재연 프로그램이었다.

## 프로그램 소개
그동안 궁금증 너머에 있던 수많은 사건과 사연들을 꺼내 이 놀라운 이야기들이 말하는 진실과 메시지에 집중하는 한편의 재연극으로 풀어내는 솔깃하고도 흥미로운 진짜 이야기를 담은 프로그램

## 역대 진행자
| 역대 | 진행자 | 진행 기간                         |
| ---- | ------ | --------------------------------- |
| 1대  | 류승수 | 2013년 2월 25일 ~ 2015년 6월 30일 |
| 2대  | 임호   | 2015년 7월 7일 ~ 2016년 2월 23일  |

## 결방 안내
- 2015년 5월 12일[1]
- 2015년 5월 19일[1]
- 2015년 5월 26일[1]

## 타이틀 변천사
| 기수 | 타이틀                       | 방송 기간                          |
| ---- | ---------------------------- | ---------------------------------- |
| 1기  | 특별기획,모큐드라마 싸인     | 2013년 2월 25일 ~ 2013년 9월 10일  |
| 2기  | 특별기획,모큐드라마 싸인     | 2013년 10월 15일 ~ 2015년 6월 30일 |
| 3기  | 충격실화극 싸인              | 2015년 7월 7일 ~ 2016년 2월 23일   |
| 4기  | 어메이징 스토리 싸인         | 2016년 3월 1일 ~ 2016년 3월 15일   |
| 5기  | 천 개의 비밀 어메이징 스토리 | 2016년 3월 22일 ~ 2016년 12월 20일 |

## 같이 보기
- 신비한TV 서프라이즈, 심야괴담회 (MBC TV)
- 백만불 미스터리 (SBS TV)
- 세계 다크투어 (JTBC)
- 차트를 달리는 남자 (KBS Joy)